# Imad Barrakad
 (décembre 2017).
Imad Barrakad, né le 16 décembre 1969 à Ksar El Kébir, est un fonctionnaire marocain. Il est le Directeur Général de la Société marocaine d'ingénierie touristique, depuis 2011.

## Formation
Imad Barrakad est diplômé d’un DES en gestion de projet.

## Carrière
Avant de rejoindre la SMIT, Imad Barrakad a occupé plusieurs postes au sein de l'ONE. En 2000, en effet, il rejoint l’Office national d'électricité où il est chargé de la coopération avec les régies et les collectivités locales. Il sera notamment chargé de la relation avec les différents départements ministériels et plus particulièrement le département du tourisme. Il s’occupera ensuite du développement des services et de la diversification des produits avant de prendre la direction régionale de Rabat en 2006.
En 2009, il est nommé Directeur commercial et marketing de l’ONE. Un poste qu’il occupera pendant 2 ans avant d’être appelé à prendre la direction de la Société marocaine d’ingénierie touristique.
Depuis sa nomination en 2011 en tant que président du directoire de la Société marocaine d'ingénierie touristique (SMIT), il œuvre au développement du produit touristique au Maroc.
Il a contribué au développement du secteur touristique à travers la mise en œuvre de projets structurants dans le cadre de la Vision 2020. À ce titre, plusieurs projets ont été initiés afin de diversifier l’offre touristique du Royaume comme le repositionnement des villes de Rabat et de Casablanca, l’accélération du rythme de développement des stations touristiques, le développement d’un programme de nature et de culture.
Dès son intégration à la SMIT, il a renforcé le plan de promotion de la société à travers une participation active et ciblée aux événements destinés à l’investissement touristique. À travers la mise en place de cette stratégie, il vise à promouvoir la destination Maroc en matière d’investissement touristique et de maintenir ainsi son attractivité auprès des investisseurs cibles.
En janvier 2017, La Cour des comptes publie un rapport de mission dans lequel elle épingle « le contrôle et la gestion de la Société marocaine d’ingénierie touristique ». Après huit ans d’existence, le rapport explique notamment que la SMIT n’a pas pu développer une réelle activité de démarchage lui permettant de participer activement à la promotion des investissements touristiques. 